# 花山 (小惑星19307番)
花山（はなやま、19307 Hanayama）は、小惑星帯に位置する小惑星の1つである。北海道北見市で円舘金と渡辺和郎によって発見された。名前は天文学者花山秀和にちなむ。